# Zisterzienserinnenabtei Willencourt
Die Zisterzienserinnenabtei Willencourt war von 1199 bis 1790 ein Kloster der Zisterzienserinnen, zuerst in Willencourt, nordwestlich Auxi-le-Château,  Département Pas-de-Calais, ab 1652 in Abbeville,  in Frankreich.

## Geschichte
Das Kloster Willencourt wurde 1199 am Fluss Authie gestiftet und 1220 an die Stelle der heutigen Kirche von Willencourt verlegt. 1652 wechselte es (unter Beibehaltung des Namens) in die Stadt Abbeville (Chaussée Marcadé) und nahm 1747 die Schwestern des Klosters Épagne auf. Nach der Zerstörung durch die Französische Revolution stehen heute nur noch ein Teil des Konventbaus und das Äbtissinnenhaus, beide unter Denkmalschutz. Sie beherbergen eine Druckerei (Imprimerie Paillart).
Willencourt gehört zu einer Gruppe von 13 Zisterzienserinnenklöstern (Beaupré, Blendecques, Bonham, La Brayelle, Flines, Fontenelles, Marquette, Les Prés, Ravensberg, Le Verger, Le Vivier, La Woestyne, Fontenelle), die um 1200  innerhalb kurzer Zeit und auf engem Raum privat gestiftet wurden und der nur fünf Zisterzienserklöster (Cercamp, Clairmarais, Longvillers, Loos und Vaucelles) gegenüberstehen.